# Rachele Sangiuliano
Rachele Sangiuliano (Noventa di Piave, 23 giugno 1981) è una giornalista ed ex pallavolista italiana, attiva nel ruolo di palleggiatrice.
Ha rappresentato 106 volte l'Italia, con cui si è laureata campionessa mondiale nel 2002.
Una volta terminata la carriera agonistica, ha intrapreso quella giornalistica e televisiva; al 2025 è commentatrice per Sky Italia.

## Carriera

### Club
La carriera di Rachele Sangiuliano inizia nel 1996 nell'AGS, giocando per la squadra giovanile in Serie C: nella stagione 1997-98 fa il suo esordio nella pallavolo professionistica, promossa in prima squadra, che nel frattempo ha cambiato nome in Pool Piave, che prende parte al campionato di Serie A2; con la squadra veneta resta per cinque stagioni, vincendo la Coppa Italia di Serie A2 1999-00.
Nella stagione 2001-02 passa all'Icot, sempre in serie cadetta, con la quale vince la Coppa Italia di categoria ed ottiene la promozione nella massima divisione: nell'annata seguente fa il suo esordio in Serie A1 con lo stesso club ridenominato Forlì, a cui resta legata fino al termine della stagione 2005-06. Nella annata 2006-07 viene ingaggiata dal Club Padova, sempre in Serie A1, mentre in quella successiva torna in serie cadetta, vestendo la maglia del Life Milano.
Torna nuovamente in Serie A1 con il Santeramo, club per il quale gioca nella stagione 2008-09, mentre in quella successiva si trasferisce alla Spes Conegliano, dove resta per due annate, prima di fare la propria prima esperienza all'estero in Francia, nella stagione 2011-12 quando viene ingaggiata dal Le Cannet, club che milita in Ligue A: al termine del campionato decide di abbandonare l'attività agonistica.

### Nazionale
Negli anni a San Donà di Piave fa parte delle nazionali giovanili italiane: nel 1998, con quella Under-19 vince la medaglia d'oro al campionato europeo.
Nel 2001 ottiene la prima convocazione in nazionale maggiore con cui, l'anno successivo, vince la medaglia d'oro al campionato mondiale e nel 2003 partecipa al Coppa del Mondo, chiusa al quarto posto.

### Dopo il ritiro
Al termine dell'attività agonistica inizia a lavorare nella comunicazione e nel marketing sportivo; svolge inoltre attività giornalistica per Sky Sport ed Eurosport nonché per la rivista settoriale Supervolley.

## Palmarès

### Club
- Coppa Italia di Serie A2: 2

1999-00, 2001-02

### Nazionale (competizioni minori)
- Campionato europeo under 19 1998